# Linopherus hirsuta
Linopherus hirsuta är en ringmaskart som först beskrevs av Elise Wesenberg-Lund 1949.  Linopherus hirsuta ingår i släktet Linopherus och familjen Amphinomidae. Inga underarter finns listade i Catalogue of Life.